# Ендзьо-косай
Ендо-косай (яп. 援助交際 — побачення за винагороду) — практика, що спочатку виникла в Японії, при якій чоловіки середнього та старшого віку проводять час з молодими жінками, купуючи їх час за гроші та/або подарунки. Як правило, в ендзьо-косай беруть участь жінки від учениць старших класів до молодих домогосподарок. Проведення часу може включати як спільні розваги в громадських місцях, так і послуги більш інтимного характеру. Широко поширена хибна думка, що в ендзьо-косай обов'язково входять сексуальні послуги.

## Опис
Термін спочатку виник на початку 1990-х років у Японії, пізніше був поширений на інші країни Південно-Східної Азії, зокрема на Тайвань, Південну Корею, Гонконг, де також спостерігалося подібне явище. Перші повідомлення про школярок, що надають сексуальні послуги, з'явилися в Японії ще в середині 1970-х років.
У Японії немає єдиної погляду те що, що входить у поняття ендзьо-косай. Поширена думка, що це просто одна з форм підліткової проституції, оскільки дівчата продають себе за гроші та дизайнерські речі.
Громадські групи, що займаються вивченням ендзьо-косай, включають у визначення «час дівчини та її товариство», не акцентуючи уваги на інтимній частині дозвілля. На думку деяких дослідників, більшість побачень ендзьо-косай не виходять за межі походу дівчат та старших чоловіків у караоке-бар чи ресторан, із оплатою часу дівчат.

## Ставлення
У Японії ендзьо-косай розглядається як соціальна проблема, насамперед через звинувачення дівчат у бездуховності та надмірному захопленні матеріальними цінностями. Серед причин цього явища дослідники називають становлення суспільства споживання в Японії, яке спричиняє прагненню молодих дівчат до підвищення соціального статусу, шляхом придбання дорогих брендових речей на гроші, які вони не можуть отримати від батьків. Крім того, самі батьки не приділяють уваги своїм дітям, що підростають, оскільки зайняті роботою, яка в Японії часто буває і понаднормовою.
Лише з кінця 1990-х років на практику ендзьо-косай було накладено юридичну заборону: прийнятий у 1999 році закон передбачає кримінальну відповідальність за оплачуваний секс з особами, які не досягли повнолітнього віку (18 років). До прийняття цього закону вік згоди становив 13 років, японська влада була змушена його підвищити під тиском західних спостерігачів. Однак незважаючи на цей та інші закони, прийняті урядом з метою ліквідувати підліткову проституцію, вжиті заходи ніяк не позначилися на зростанні кількості школярок, які пропонують інтимні послуги за гроші.